# Hypagyrtis baldensis
Hypagyrtis baldensis là một loài bướm đêm trong họ Geometridae.